# Station Yoshitomi
Station Yoshitomi (吉富駅,  Yoshitomi-eki) is een spoorwegstation in de Japanse stad Nantan in de prefectuur Kyoto. Het wordt aangedaan door de Sagano-lijn. Het station heeft twee sporen, gelegen aan twee zijperrons.

## Treindienst

### JR West
| 1 | ■ Sagano-lijn | richting Nijō en Kioto |
| 2 | ■ Sagano-lijn | richting Sonobe        |

## Geschiedenis
Het station werd in 1935 geopend. Tussen 1941 en 1951 was het station buiten gebruik.

## Stationsomgeving
- Lawson
- Autoweg 9

Kioto · Tambaguchi · Nijō · Emmachi · Hanazono · Uzumasa · Saga-Arashiyama · Hozukyō · Umahori · Kameoka · Namikawa · Chiyokawa · Yagi · Yoshitomi · Sonobe (>>San'in-lijn)